# Sharon Lee (judoka)
Sharon Denise Lee (Birmingham, 13 de marzo de 1963) es una deportista británica que compitió en judo. Ganó una medalla en el Campeonato Mundial de Judo de 1989, y dos medallas en el Campeonato Europeo de Judo en los años 1988 y 1990.
Participó en los Juegos Olímpicos de Barcelona 1992, donde finalizó novena en la categoría de +72 kg.

## Palmarés internacional
| Campeonato Mundial | Campeonato Mundial    | Campeonato Mundial | Campeonato Mundial |
| Año                | Lugar                 | Medalla            | Categoría          |
| ------------------ | --------------------- | ------------------ | ------------------ |
| 1989               | Belgrado (Yugoslavia) | Medalla de plata   | Abierta            |
| Campeonato Europeo |                       |                    |                    |
| Año                | Lugar                 | Medalla            | Categoría          |
| 1988               | Pamplona (España)     | Medalla de bronce  | +72 kg             |
| 1990               | Fráncfort (RFA)       | Medalla de oro     | Abierta            |